# The Russian Bride
The Russian Bride (2018) is een onafhankelijke film in het horrorgenre, van Michael S. Ojeda en met Corbin Bernsen, Oksana Orlan en Kristina Primenova in de hoofdrollen. De B-film ging op het Chicago Cinepocalypse Genre Film Festival in wereldpremière. Het vormde in 2019 tevens het afsluitstuk van het Fantasporto film festival in Portugal, alwaar het zijn Europese première beleefde.
De film verhaalt van een Russische vrouw (gespeeld door Oksana Orlan) die er alles voor over heeft haar dochter Dasha (Kristina Primenova) een beter leven te geven. Ze ontmoet op het internet een steenrijke doch teruggetrokken Amerikaanse dokter (gespeeld door Corbin Bernsen) met wie ze trouwt. Deze man blijkt later een psychopaat met duistere plannen te zijn.
De film was in 2018 genomineerd voor de Golden Unicorn award in de categorie 'Beste buitenlandse film met een Rusland-connectie'. 